# 峯村健司
峰村健司（日语：／，1974年8月21日—）是一名日本新聞記者，出生於長野縣。
畢業於青山學院大學國際政治經濟學部，1997年加入朝日新聞社，先後任職大津、廣島、大阪等地支部，2005年到中國人民大學留學。2007年起成為駐中國總局特派員。2010年獲得沃恩·上田國際記者獎。峯村健司透过亲身所见所闻的事实，以及访问中国共产党高干、高干亲人、中国问题学者、美方智库人员等，挖掘出中共总书记习近平崛起的祕密以及习政权内政、外交决策的过程，隨後寫成『站上十三億人的頂端：習近平掌權之路』一書。

## 著書
- 『站上十三億人的頂端：習近平掌權之路』 聯經出版、2016年